# Tatort: Das Böse
Das Böse ist ein Fernsehfilm der Tatort-Krimireihe. Der vom Hessischen Rundfunk unter der Regie von Niki Stein produzierte Beitrag wurde am 21. Dezember 2003 im Ersten Programm der ARD erstmals ausgestrahlt. Es handelt sich um den 3. Fall des Frankfurter Ermittlerduos Dellwo und Sänger.

## Handlung
Der Film beginnt mit einem Zitat aus der Bibel:

„Wenn die Lust empfangen hat, gebiert sie die Sünde, die Sünde aber, wenn sie vollendet ist, gebiert den Tod.“

In der Frankfurter U-Bahn wird ein Mann von einem einfahrenden Zug überfahren und getötet, woraufhin Kriminalhauptkommissar Dellwo und Kriminaloberkommissarin Sänger die Ermittlungen aufnehmen. Diese gestalten sich mysteriös: Eine Zeugin hat gesehen, wie der junge Mann von einem anderen, sehr gepflegt erscheinenden Mann einfach so auf die Schienen gestoßen wurde. Dieser Mann drückte ihr danach einen Schlüssel in die Hand. Verstört gibt sie diesen an Kommissarin Sänger weiter, die in dem dazugehörenden Gepäckschließfach lediglich einen Zettel mit einem Buchzitat vorfindet. Während am Schließfach kriminaltechnisch die Spuren gesichert werden, wird Sänger von einem Mann angesprochen, der angeblich nur wissen möchte, was denn hier los sei. Am nächsten Tag begibt dieser sich ins Präsidium, um mit Sänger zu sprechen, lässt aber lediglich seine Karte in ihrem Büro zurück, die ihn als den Bankkaufmann Dr. Karl Petzold ausweist.
Dellwo hält es für möglich, dass die angebliche Zeugin den Mann selbst gestoßen hat. Auf den Überwachungskameras ist aufgrund des Menschenandrangs nichts zu erkennen, sodass auch ein Selbstverschulden möglich wäre. Die Ermittlungen ergeben, dass es sich bei dem Opfer um einen serbischen Kleinkriminellen und Dealer handelt.
Kommissarin Sänger sucht Petzold an seinem Arbeitsplatz, der Wirtschafts- und Kreditbank (WKB) in Frankfurt auf, da sie annimmt, dass er eine wichtige Zeugenaussage machen wollte. Doch er gesteht ihr, dass er sie einfach nur wiedersehen wollte. Darüber ist sie regelrecht empört, da er sinnlos ihre wertvolle Zeit verschwendet. Petzold entschuldigt sich für das Missverständnis und bittet sie, ihn baldigst anzurufen. Am Abend trifft er sich mit Karin Lange, die unbedingt möchte, dass er ihr einen Kredit in Millionenhöhe bewilligt und die dabei selbst vor sexueller Belohnung nicht zurückschreckt. Doch Petzold wirft sie aus seinem Auto und holt sich lieber ein Mädchen vom Straßenstrich. Dabei wählt er sich Nina aus, der er früher schon einmal begegnet war. Und genau diese Nina suchen Dellwo und Sänger, um sie zu befragen, da in einem alten Mordfall an einer Prostituierten, mit der Nina zusammen gewohnt hatte, am Klingelknopf ein Fingerabdruck gesichert wurde, der aber nicht zugeordnet werden konnte. Jetzt wurde festgestellt, dass er zu dem Toten in der U-Bahn gehört. Um einen möglichen Zusammenhang zu klären, wollen die Ermittler Nina befragen, die aber auch nicht in ihrer Wohnung zu sein scheint. Als sie am nächsten Tag noch einmal zu ihr fahren, steht die Wohnungstür offen und das Zimmer ist blutverschmiert. Eine Leiche ist zunächst nicht aufzufinden, erst als Dellwo im Mietshaus nachsieht, findet er einen gewaltsam getöteten Junkie, dem im Heroinrausch die Daumen des Mörders vom selbigen in seine Augenhöhlen gedrückt worden sind. Nina Grote ist allerdings weiter verschwunden.
Kommissarin Sänger sucht Petzold auf, der sich erfreut zeigt, sie zu sehen. Sie muss ihm jedoch mitteilen, dass sich Ninas Kolleginnen die Nummer seines Porsche notiert haben, nachdem Nina dort eingestiegen ist. Somit ist er der wahrscheinlich Letzte, der die Frau lebend gesehen hat. Doch er wiegelt ab und gibt an, dass er den Abend mit seiner Kundin Karin Lange verbracht hätte. Trotzdem lässt Sänger von Petzold Fingerabdrücke nehmen.
Petzold versucht, Kommissarin Sänger zu begegnen, wo er nur kann. Seine Avancen fruchten endlich, und es gelingt ihm, sich mit ihr zu treffen. Sie unterhalten sich, wobei klar wird, dass Petzold unter seiner Gefühllosigkeit leidet. Er vernichtet mit einem Schlag 4000 Arbeitsplätze, ohne dass er irgendetwas fühlt. Er trifft sich mit Prostituierten und fühlt auch bei ihnen nichts. Dagegen gibt er zu, dass es ihm Spaß mache, etwas kaputtzumachen. Anteilnahme und Respekt vor anderen zu haben, gelingt ihm allerdings nicht, er wünscht sich, das von Sänger zu lernen, weil er beobachtet hat, dass sie sehr mitfühlend ist. Sie meint, das könne sie nicht, das kann nur ein Arzt. Als er sie nach Hause bringt, bemerkt er, wie sie unter der Belastung, sich um ihren dementen Vater und die bettlägerige Mutter kümmern zu müssen, leidet. Sie, die schon wenig Zeit hat, „verschwendet“ sie an diese alten Leute. „Die haben Sie nicht verdient“, murmelt er leise beim Weggehen. Auf dem Weg in seine Wohnung wird er von zwei Männern überfallen. Sie schlagen ihn und stehlen seinen Porsche. Eine Folge dessen, dass er sich mit einer Prostituierten eingelassen hatte, die im Auftrag ihres Zuhälters ihren Freiern Brieftaschen und auch Fahrzeugpapiere stiehlt.
Am nächsten Tag wird die Leiche von Karin Lange aus dem Main gefischt, die nun das Alibi von Petzold weder bestätigen noch widerlegen kann. Dellwo findet es schon sehr merkwürdig, dass überall, wo sie in den letzten Tagen eine Leiche gefunden haben, Petzold in der Nähe war. Er hält ihn für verdächtig. Die Kriminalassistenten Springstub und Kruschke können inzwischen Nina Grote aufspüren. Sie ist allerdings sehr betrunken, doch beschuldigt sie ihren Zuhälter und dessen Freund, sie geschlagen und übel zugerichtet zu haben.
Dellwo kommt Dr. Basedow dahinter, dass das gefundene Buchzitat aus Schuld und Sühne stammt und dass die Hauptfigur der Geschichte zu einem Menschenfeind wird, der aus Spaß tötet und absolut gefühllos wird. Er sucht die Liebe zu einer Frau, um sich aus diesem abgestumpften Zustand zu befreien. Dellwo ist davon überzeugt, dass nur Petzold den Zettel hinterlegt haben kann und dass dieser sich Charlotte als seine „Heilige“ auserwählt hat. Er bestellt Petzold noch spät abends ins Präsidium und lässt ihn mit der Zeugin aus der U-Bahn zusammentreffen. Sie erkennt ihn sofort.
Sänger übt schon seit Wochen, um an den Landesmeisterschaften im Formationstanz teilzunehmen. Als sie erschöpft am Abend noch bei ihren Eltern vorbeischauen will, macht sie eine grausige Entdeckung: Beide wurden umgebracht. Von maßloser Wut getrieben eilt sie ins Präsidium, wo Petzold auf dem Flur steht. Sie stürzt sich auf ihn und schlägt mit bloßen Händen auf ihn ein, schreiend, warum er das getan habe.

## Hintergrund
Die Dreharbeiten erfolgten in Frankfurt am Main und Umgebung im Auftrag des Hessischen Rundfunks von der Filmgesellschaft Degeto Film.
Die Tanzszenen wurden mit Unterstützung der Tanzschule Karabey TC „Der Frankfurter Kreis“ gedreht.
Dieser Frankfurter Tatort Das Böse bildet zusammen mit den beiden ersten Fällen Oskar und Frauenmorde eine Trilogie, bei der die Handlungsfäden aus dem Privatleben der Kommissare Dellwo und Sänger wieder aufgegriffen werden. So ist Dellwo dabei, seine frühere Existenz endgültig hinter sich lassen und versucht sein Haus zu verkaufen, was aufgrund der dort im vorigen Fall gefundenen Leiche schwierig ist. Sänger trainiert aktiv in ihrer knappen Freizeit Formationstanz, um sich an einer Meisterschaft zu beteiligen. Dabei ist sie durch ihre pflegebedürftigen Eltern doppelt belastet und versucht vergeblich, sich von ihnen zu emanzipieren. Die Idee zu dem Film kam Niki Stein durch einen realen Fall. In der Paris Metro wurden mehrere Clochards und Junkies von einem Mann in bester gesellschaftlicher Position auf die Gleise gestoßen.
Im Laufe der Folge wird immer wieder thematisiert, dass die Polizisten kurz vor einem Umzug stehen. Unter anderem ist im Erdgeschoss des Polizeipräsidiums ein Schild zu sehen, das einen Inventar-Verkauf ankündigt. Damit spiegelt der Film eine tatsächliche Begebenheit wider: Im Sommer 2002 wurde das Alte Polizeipräsidium nach 88 Jahren aufgegeben, sodass das Polizeipräsidium Frankfurt am Main in ein neu errichtetes Verwaltungsgebäude umzog.

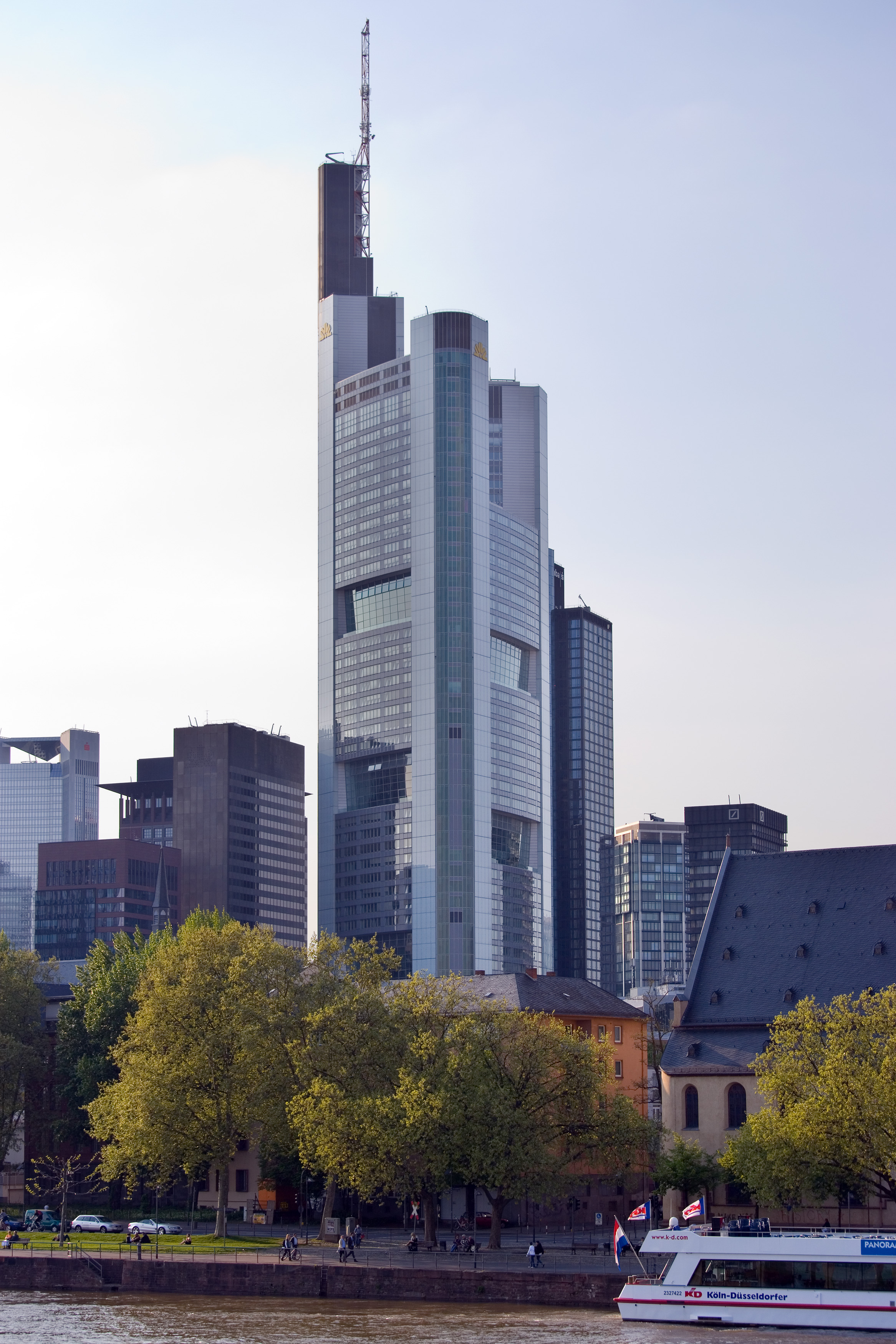
Commerzbank Tower

Für das Gebäude der fiktiven WKB stand der Commerzbank Tower Pate, der aufgrund seiner charakteristischen Außenfassade klar zu erkennen ist.
Ulrich Tukur und Barbara Philipp, die in dieser Tatort-Folge gemeinsam vor der Kamera stehen, ermitteln seit 2010 als Ermittlerteam Felix Murot und Magda Wächter für den Hessischen Rundfunk in Wiesbaden.

## Rezeption

### Einschaltquoten
7,17 Millionen Zuschauer sahen die Folge Das Böse in Deutschland bei ihrer Erstausstrahlung am 21. Dezember 2003, was einem Marktanteil von 20,30 % entsprach.

### Kritiken
Rainer Tittelbach von tittelbach.tv schreibt „Auch der dritte HR-‚Tatort‘ […] fällt erneut aus dem Rahmen des gewohnten ‚Tatort‘-Schemas. Nachdem die ersten beiden Krimis von Niki Stein zum Sozialdrama und zum Thriller mutierten, entwirft der Autor und Regisseur in ‚Das Böse‘ das Psychogramm eines Mörders. Ulrich Tukur spielt ihn in unnachahmlicher Art. Ein Mann mit übersteigertem Selbstwertgefühl, dem die Macht die Sinne geraubt hat. Er tötet aus Langeweile, weil er so ein letztes Bisschen Thrill erleben kann.“
Bei Kino.de lobt Tilmann P. Gangloff vor allem die schauspielerische Leistung von Ulrich Tukur, der „spielt den skrupellosen Banker derart charismatisch und gleichzeitig gefühllos, dass der Filmtitel durchaus gerechtfertigt ist. Als Vorbilder grüßen dabei von Ferne Dostojewskis Raskolnikow (aus ‚Schuld und Sühne‘) und vor allem die Titelfigur aus Hubert Selbys Roman ‚Der Dämon‘.“
Die Kritiker der Fernsehzeitschrift TV Spielfilm urteilten: „Verstörender Thriller, der clever mit Zeitsprüngen und Vorausblenden spielt. Fazit: Meilenstein der Reihe, fordert Konzentration“.